# داني كوكس (موسيقي)
داني كوكس (بالإنجليزية: Danny Cox)‏ هو موسيقي أمريكي، ولد في 1943.